# 大叶肉托果

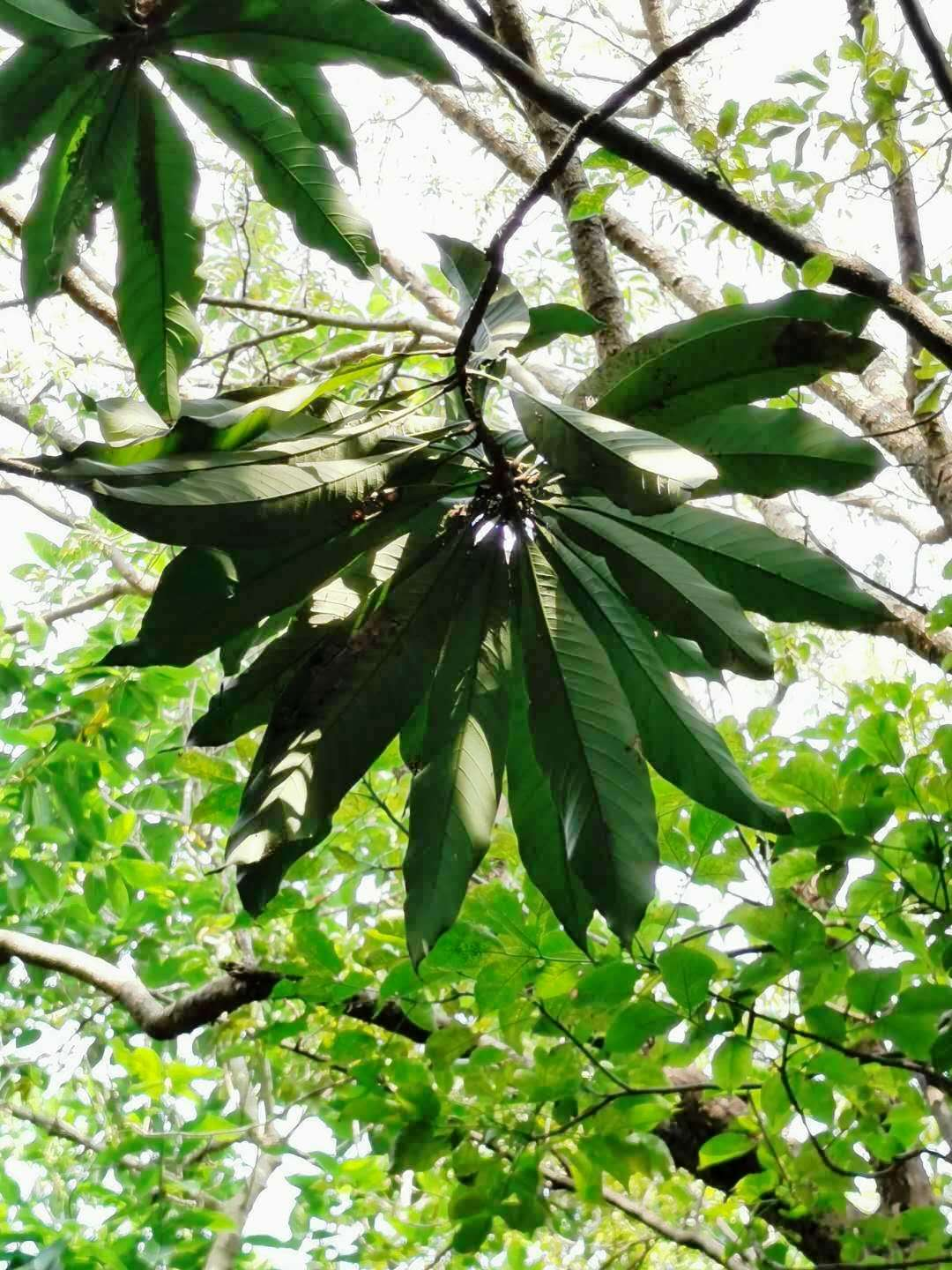

大叶肉托果（学名：Semecarpus gigantifolia），又名台东漆树，漆树科肉托果属的一种常绿乔木，树液有毒。分布于菲律宾、台湾岛等地，多生在海岸，目前尚未由人工引种栽培。